# Eldora (Iowa)
Eldora és una població dels Estats Units a l'estat d'Iowa. Segons el cens del 2000 tenia 3.035 habitants.

## Demografia
Segons el cens del 2000, Eldora tenia 3.035 habitants, 1.193 habitatges, i 742 famílies. La densitat de població era de 269,4 habitants/km².
Dels 1.193 habitatges en un 30,3% hi vivien nens de menys de 18 anys, en un 49,7% hi vivien parelles casades, en un 9% dones solteres, i en un 37,8% no eren unitats familiars. En el 34,2% dels habitatges hi vivien persones soles el 17,6% de les quals corresponia a persones de 65 anys o més que vivien soles. El nombre mitjà de persones vivint en cada habitatge era de 2,27 i el nombre mitjà de persones que vivien en cada família era de 2,89.
Per edats la població es repartia de la següent manera: un 29,8% tenia menys de 18 anys, un 6,6% entre 18 i 24, un 22,2% entre 25 i 44, un 20,6% de 45 a 60 i un 20,9% 65 anys o més.
L'edat mediana era de 39 anys. Per cada 100 dones de 18 o més anys hi havia 82,1 homes.
La renda mediana per habitatge era de 33.170 $ i la renda mediana per família de 39.421 $. Els homes tenien una renda mediana de 31.545 $ mentre que les dones 17.891 $. La renda per capita de la població era de 15.459 $. Entorn del 5,9% de les famílies i el 6,9% de la població estaven per davall del llindar de pobresa.

## Poblacions més properes
El següent diagrama mostra les poblacions més properes.